# Nationalstraßen in Südafrika

Karte der Nationalstraßen (National Routes)

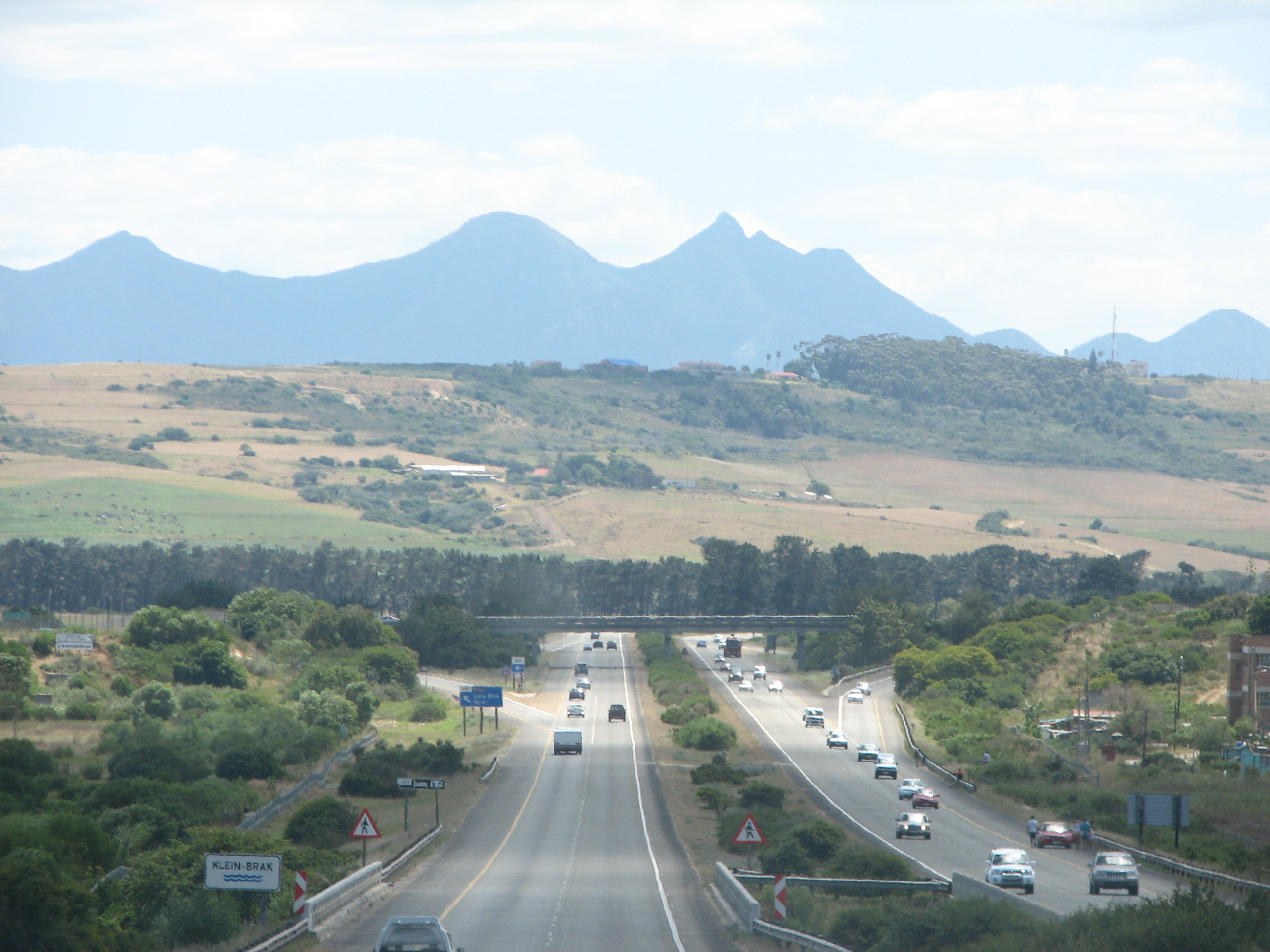
Die N2 bei George in der Provinz Western Cape

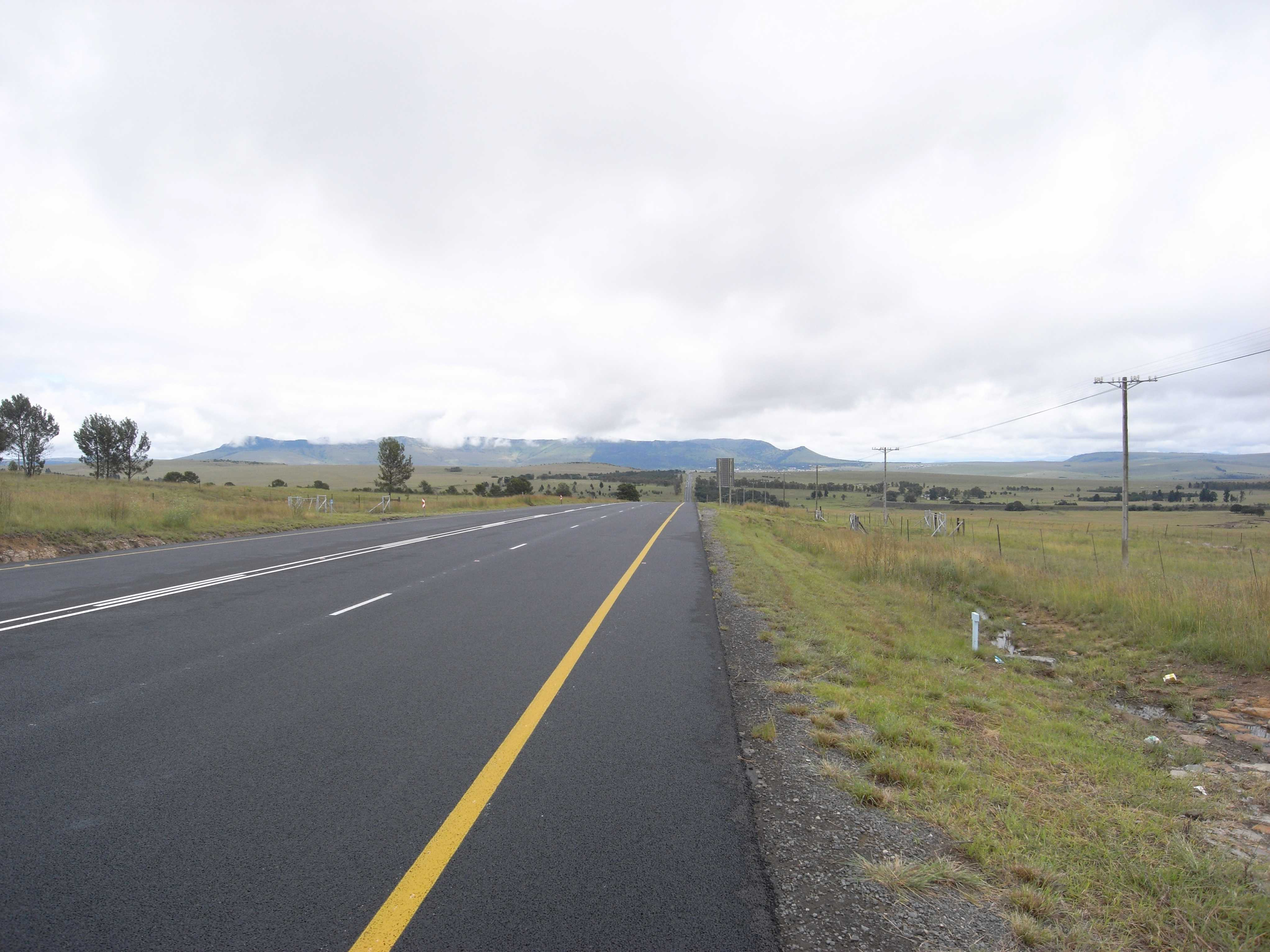
Die N6 bei Cathcart in der Provinz Eastern Cape

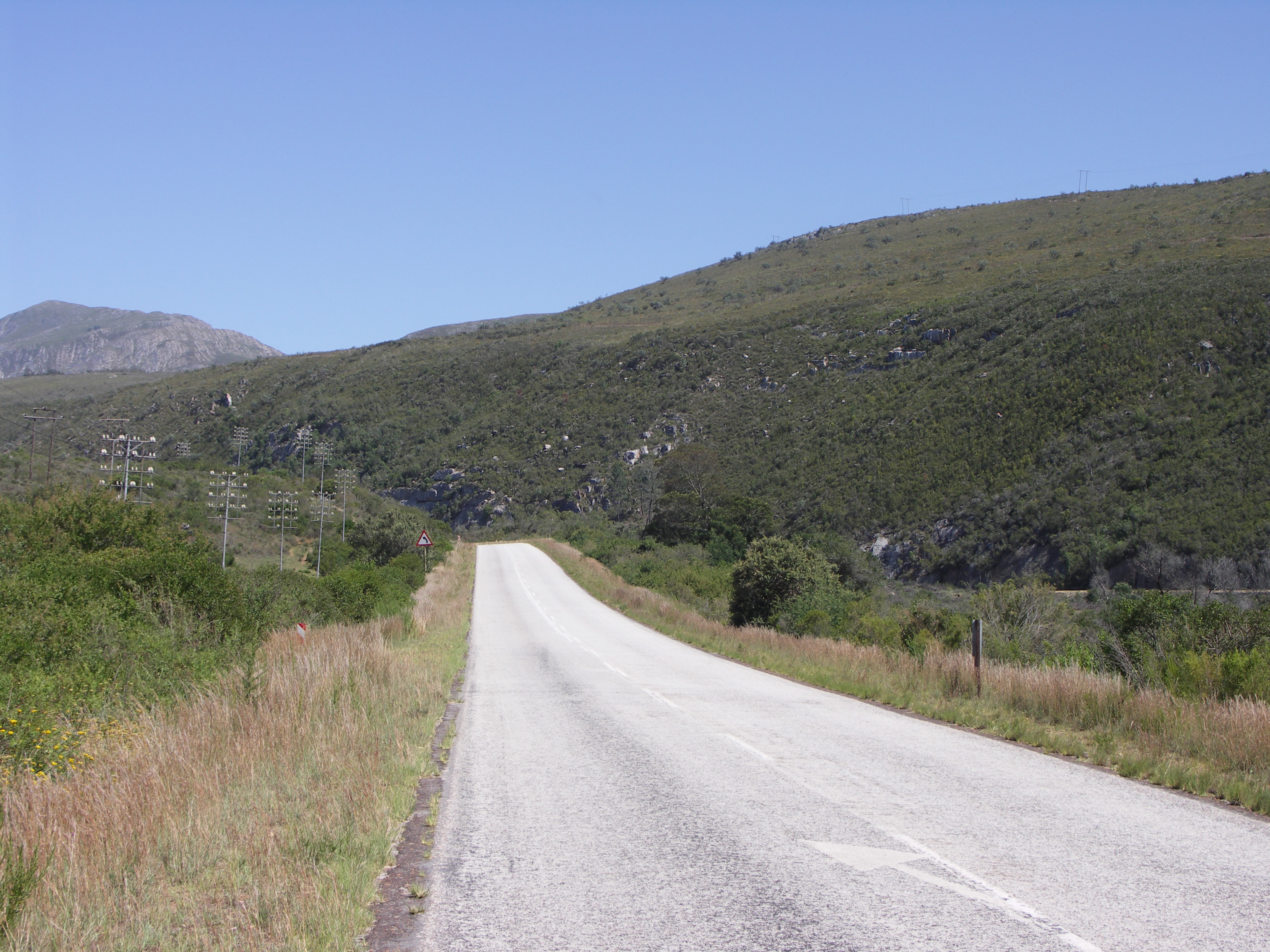
Die R62 bei Kareedouw in der Provinz Eastern Cape

Das System der Nationalstraßen in Südafrika (englisch National Roads) sichert die weiträumige Erschließung von Südafrika für den Straßenverkehr und gewährleistet den Anschluss an die Systeme der Nachbarstaaten. Die Straßen der höchsten Rangigkeit (National Routes) sind mit einem „N“ und der jeweiligen Nummer in einem grünen Fünfeck gekennzeichnet. Ein Teil der stark verkehrsbelasteten National Routes ist mautpflichtig (Abschnitte der N1, N2, N3, N4, N12 und N17). Die zweitrangigen Straßenverkehrswege (Regional Routes) werden mit einem „R“ und einer zwei- bis dreistelligen Nummer bezeichnet. Ferner gibt es Straßen in der Zuständigkeit der südafrikanischen Provinzen.

## Zuständigkeit und Grundlagen
Für das System der Nationalstraßen und der anderen öffentlichen Straßen ist die staatliche Agentur SANRAL mit Sitz in Pretoria zuständig. Es umfasst eine Streckenlänge von etwa 16.000 Kilometern, wovon 2.400 Kilometer mautpflichtig sind.
Die South African National Roads Agency (SOC), abgekürzt SANRAL, liegt in der fachlichen Zuständigkeit des Südafrikanischen Transportministeriums (namentlich des Minister of Transport) und erhält von dort ihre Finanzierung. An der Leitung der Agentur ist ferner das Südafrikanische Finanzministerium beteiligt. Die politische Steuerung erfolgt über den Aufsichtsrat mit entsprechenden Vertretern. Die SANRAL wurde 1998 auf der Grundlage des Gesetzes South African National Roads Agency Limited and National Roads Act (Act No. 7 / 1998) gegründet. Weitere Rechtsvorschriften mit zentraler Bedeutung für die Agentur bilden der Public Finance Management Act (Act No. 1 / 1999), der Employment Equity Act (Act No. 55 / 1998) und der Labour Relations Act (Act No. 66 / 1995). Ihr gesetzlicher Auftrag umfasst die Finanzierung, Verwaltung, Kontrolle, Planung, Entwicklung, Wartung und Sanierung des nationalen Straßensystems von Südafrika.
Die SANRAL unterhält neben ihrem Sitz in Pretoria weitere Regionalbüros. Diese befinden sich in Menlyn (Pretoria East), Pietermaritzburg, Gqeberha und in Bellville (Gemeinde Kapstadt). Es werden zusätzlich lokale Dienststellen unterhalten.

## Ausbau
Der Ausbaustandard der Nationalstraßen ist unterschiedlich ausgeprägt:
- Meistens sind die Nationalstraßen mit nur einer Fahrbahn für jede Fahrtrichtung und ohne Mittelstreifen ausgestattet – allerdings mit einem Seitenstreifen, der von langsamen Fahrzeugen genutzt wird, um schnellere Fahrzeuge passieren zu lassen.
- Insbesondere in den verkehrsreichen großen Ballungsgebieten (Kapstadt, Johannesburg, Pretoria und Durban) sind die Nationalstraßen häufig wie mitteleuropäische Autobahnen ausgebaut.
- In verkehrsarmen, kleineren Städten und Ortschaften sind die Nationalstraßen normale Durchgangsstraßen.

Der Zustand der Straßen ist in der Regel gut.